# Bab al-Mandab
Bab al-Mandab (arabiska: بَاب اَلْمَنْدَب ), Tårarnas port, eller Bab al-Mandab-sundet (Madiq Bab al-Mandab), även Bab el-Mandeb, är ett sund som leder från Adenviken i Indiska oceanen in i Röda havet. Sundet skiljer Djibouti i Afrika från Jemen på den Arabiska halvön som tillhör Asien.
Bab al-Mandab har särskilt sedan Suezkanalens öppnande en stor strategisk betydelse, då nära en fjärdedel av världens sjöfrakt går genom sundet.
Namnet "Bab al-Mandab", som kan översättas till "Tårarnas port" eller "Sorgens port", kommer av svårigheten att navigera genom sundet, med dess rev, sandbankar, olika strömmar och oberäkneliga vindar. Många fartyg har förlist här.

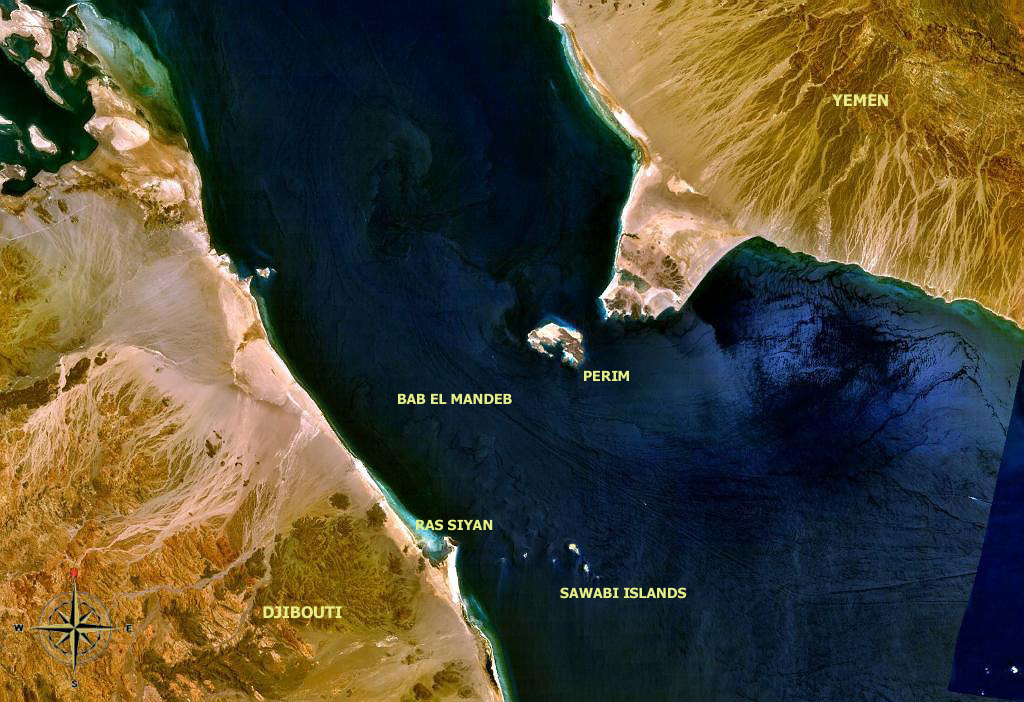
Bab el-Mandeb

Sundet är i sin smalaste del omkring 30 kilometer brett och delas där av den jemenitiska ön Perim, eller Mayyun, i två delar, av vilka den västra, Dakt al-Mayyun (داكت الميون), är den större, med en bredd på 26 kilometer och ett djup på nära 200 meter eller mer, medan den östra, Bab Iskandar (باب إسكندر), är cirka 3 kilometer bred och endast 10–31 meter djup.